# ناهشون دیون اندرسون
ناهشون دیون اندرسون (به انگلیسی: Nahshon Dion Anderson) (زاده ۱ آوریل ۱۹۷۸) پدیدآور، کمدین، شرح حال نویس، فیلم‌نامه‌نویس آمریکایی است.
او یک زن ترنس است.